# The Gorgon Cult
The Gorgon Cult treći je studijski album talijanskog simfonijskog black metal-sastava Stormlord. Album je 25. veljače u Japanu, 22. ožujka u Italiji i 26. travnja 2004. u ostatku svijeta objavila diskografska kuća Scarlet Records.

## Popis pjesama
Tekstovi: Francesco Bucci, osim za pjesmu "Nightbreed", koju je napisao Damnagoras, glazba: Stormlord, osim za pjesme "The Torchbearer" i "Memories of Lemuria", koje je skladao Simone Scazzocchio.
| 1.    | »The Torchbearer« (instrumental)         | 0:59 |
| 2.    | »Dance of Hecate«                        | 5:07 |
| 3.    | »Wurdulak«                               | 4:12 |
| 4.    | »Under the Boards (195, M.A.)«           | 5:44 |
| 5.    | »The Oath of the Legion«                 | 4:54 |
| 6.    | »The Gorgon Cult«                        | 4:50 |
| 7.    | »Memories of Lemuria« (instrumental)     | 3:42 |
| 8.    | »Medusa's Coil«                          | 5:20 |
| 9.    | »Moonchild« (obrada pjesme Iron Maidena) | 5:03 |
| 10.   | »Nightbreed«                             | 5:57 |
| 45:48 |                                          |      |

## Zasluge
Stormlord
- Cristiano Borchi – vokali
- Pierangelo Giglioni – gitara
- Gianpaolo Caprino – čisti vokali (na pjesmi "Wurdalak"); gitara
- Francesco Bucci – bas-gitara
- Simone Scazzocchio – klavijature
- David Folchitto – bubnjevi

Dodatni glazbenici
- Elisabetta Marchetti – vokali (na pjesmi "Dance of Hecate")
- Giuseppe Orlando – vokali (na pjesmi "Dance of Hecate"); prateći vokali (na pjesmama 4 i 9); tonska obrada, miksanje
- Valerio Di Lella – prateći vokali (na pjesmama 4 i 9); pomoćni tonac, pomoćnik pri miksanju
- Volgar dei Xacrestani – operni vokali (na pjesmama 2, 5, 6 i 8)

Ostalo osoblje
- J.P. Fournier – naslovnica
- Michele Coratella – fotografija
- Marta Coratella – fotografija
- Giulia Lazzarino – omot albuma
- Ricky Andreoni – ilustracije